# Savarimuthu Arokiaraj
Savarimuthu Arokiaraj (ur. 24 października 1954 w Lalapettai) – indyjski duchowny katolicki, biskup Tiruchirapalli od 2021.

## Życiorys

### Prezbiterat
Święcenia kapłańskie otrzymał 8 stycznia 1981 i został inkardynowany do diecezji Tiruchirapalli. Pracował głównie jako duszpasterz parafialny, był też m.in. kanclerzem kurii, a także rektorem diecezjalnego seminarium.

### Episkopat
29 czerwca 2021 papież Franciszek mianował go biskupem diecezji Tiruchirapalli. Sakry udzielił mu 15 sierpnia 2021 arcybiskup Antony Pappusamy.